# 第十九章：改變之人
第十九章：改變之人是美國太空歌劇網路電視劇《曼達洛人》第三季的第三集，本集由節目統籌強·法夫洛和諾亞·庫羅編劇，並由鄭李爍執導，於2023年3月15日在Disney+上線。

## 劇情
丁·賈林在活水的岸邊恢復後與博-卡坦離開曼達洛，而博-卡坦對他隱瞞那條神話中提到的龍的存在。他們返回卡勒瓦拉星後遭到帝國殘存軍閥的鈦戰機小隊襲擊，數架鈦戰機將曼達洛城堡炸毀，因此博-卡坦被迫撤至曼達洛人所在的秘密基地。同時間的科羅森中，潘興博士被新共和國的赦免，但意外發現伊莉亞·肯恩也是特赦計劃的成員之一。肯恩同意協助潘興繼續研究他的基因複製技術，即使此研究已被新共和國明文禁止。他們偷偷登上一艘廢棄的帝國軍艦竊取實驗所需的材料，但肯恩將潘興出賣給新共和國的執法員，事後趁執法員不在時，秘密破壞針對潘興的消除記憶裝置。回到曼達洛人的基地後，丁·賈林將先前收集的活水遞給軍械員以證明他已經贖罪，此外因為博-卡坦也浸泡在活水中過，因此族人也願意接納她。

## 製作

### 選角
前幾集登場的聯合主演演員均會原班回歸，包含飾演潘興博士的歐米德·阿塔西、飾演伊莉亞·肯恩的凱蒂·奧布萊恩、飾演軍械員的艾蜜莉·史瓦洛，以及由泰特·弗萊徹出演，並由強·法夫洛配音的帕茲·維茲拉。而曼達洛人由特技替身布倫丹·韋恩和拉蒂夫·克勞德飾演，這是韋恩和克勞德第三次獲得合作演出榮譽。佩德羅·帕斯卡和凱蒂·薩克沃夫分別飾演曼達洛人和博-卡坦·克里茲。

### 音樂
本集的音譜由約瑟夫·雪利代替魯德溫·葛瑞森創作。

## 迴響
第十九章：改變之人在爛番茄上，根據18篇評論獲得了83%的新鮮度，平均評比為7.2/10。該網站對本集的關鍵共識寫道：「雖然《曼達洛人》中有點不適合試做關乎道德議題的內容，但歐米德·阿塔西展現出豐富的同情心，將會贏得許多人的支持」。

## 外部連結
- 互联网电影数据库上第十九章：改變之人的资料（英文）
- Wookieepedia上的相关条目：第十九章：改變之人